# Fernando Lamikiz Garai
Fernando Lamikiz Garai (ur. w 1959 w Guernice, Hiszpania) – prawnik i ekonomista narodowości baskijskiej, prezes klubu piłkarskiego Athletic Bilbao od września 2004 do września 2006.